# رولز-رویس/ام‌ای‌ان توربو آربی۱۹۳
رولز-رویس/ام‌ای‌ان توربو آربی۱۹۳ (به انگلیسی: Rolls-Royce/MAN Turbo RB193) یک موتور هواگرد ساختِ کارخانهٔ رولز-رویس لیمیتد و MAN Turbo ،بریستول سیدلی است . 